# Aleksandr Riabinin
Aleksandr Riabinin (ros. Александр Рябинин; ur. 7 maja 1979) – rosyjski kulturysta. Trzykrotny mistrz Rosji w kulturystyce, wielokrotnie wyróżniany innymi medalami.

## Życiorys
W 1995 roku został absolwentem barnaułskiego liceum nr 40. W 2003 ukończył Ałtajski Państwowy Uniwersytet Pedagogiczny. Studiował na kierunku wychowanie fizyczne; jego specjalizacją była gimnastyka.
Sukcesy jako kulturysta odnosi od końca lat dziewięćdziesiątych. W listopadzie 1999 roku zadebiutował w Mistrzostwach Rosji w kulturystyce federacji PBS (ФБФР); w kategorii juniorów o masie do 70 kg zajął szóste miejsce. W maju przyszłego roku podczas Pucharu Obwodu Omskiego zdobył dwa brązowe medale: w kategorii wagowej do 75 kg oraz w kategorii ogólnej juniorów. W latach 2000–2008 nie zajmował się kulturystyką zawodowo. Wiosną 2008 wystąpił w Pucharze Obwodu Nowosybirskiego i wywalczył brąz wśród zawodników o masie do 85 kg. Jeszcze tego roku brał udział w Pucharze Kraju Ałtajskiego (odznaczono go srebrnym medalem w kategorii do 85 kg) oraz w Mistrzostwach Rosji (objął czwarte miejsce w kategorii do 80 kg). W roku 2009 zdobył dwa złote medale: na Mistrzostwach Kraju Krasnojarskiego i w Pucharze Syberii, w obu przypadku w kategorii do 80 kg. W 2011 na Mistrzostwach Kraju Krasnojarskiego zajął pierwsze miejsce w kategorii do 85 kg. Na przestrzeni 2012 roku brał udział blisko dziesięciu zawodach. W Pucharze Syberii wywalczył srebro wśród sportowców o masie sięgającej 90 kg. Został wicemistrzem zmagań organizowanych w Nowosybirsku, a także wicemistrzem Pucharu Rosji federacji PBS (ФБФР; kategoria do 80 kg). Przyznano mu tytuły absolutnego zwycięzcy Pucharu Rubcowska oraz Mistrzostw Kraju Ałtajskiego. Sukcesem okazał się występ Riabinina na Mistrzostwach Rosji ФБФР; kulturysta objął w nich drugą pozycję na podium jako zawodnik o masie ciała sięgającej 80 kg. Był to największy, jak dotychczas, jego sukces na szczeblu ogólnokrajowym. W listopadzie Riabinin wystąpił na scenie w Ekwadorze, na Mistrzostwach Świata federacji IFBB. Uplasował się w dziesiątce najlepszych zawodników w kategorii do 80 kg.
Kolejne lata okazały się dla niego ciągiem sukcesów. Podczas Mistrzostw Kraju Krasnojarskiego w 2013 uhonorowano go dwoma złotymi medalami: w kategorii wagowej mężczyzn powyżej 85 kg oraz w kategorii ogólnej. Jeszcze tego roku, na jesieni, przyznano mu tytuł Mistrza Rosji w kulturystyce, w kategorii do 80 kg, a także obwołano go absolutnym zwycięzcą zawodów o nazwie „Noc Mistrzów” (Ночь чемпионов). W 2014 zdobył cztery złote medale. W Pucharze Rosji zwyciężył w kategorii do 80 kg, a w Pucharze Syberii – w kategorii do 90 kg (zdobył też srebro w kategorii ogólnej). Został też generalnym zwycięzcą Mistrzostw Krasnojarska oraz Pucharu Obwodu Omskiego. W kwietniu 2015 został Mistrzem Rosji w kategorii zawodników do 80 kg. Tego roku był też absolutnym zwycięzcą Mistrzostw Kraju Ałtajskiego oraz Mistrzostw Nowosybirska.
Ma 167 cm wzrostu. Jego waga, poza sezonem zmagań sportowych, sięga 90−95 kg. Znany z imponująco rozbudowanej muskulatury. Rosyjskie media nazywają go „potworem”. Na prawej piersi posiada głęboką, wyraźną i długą bliznę.
Żonaty, mieszka w Barnaule. Pracuje jako trener na siłowni. Posiada tytuł mistrza sportu (MC, Мастер спорта) w kulturystyce.

## Wybrane osiągnięcia
- 1999: Mistrzostwa Rosji w kulturystyce, federacja PBS (ФБФР), kategoria juniorów do 70 kg – VI m-ce
- 2000: Puchar Obwodu Omskiego w kulturystyce, kategoria wagowa do 75 kg – III m-ce
- 2000: Puchar Obwodu Omskiego w kulturystyce, kategoria ogólna juniorów – III m-ce
- 2008: Puchar Obwodu Nowosybirskiego w kulturystyce, kategoria wagowa do 85 kg – III m-ce
- 2008: Puchar Kraju Ałtajskiego w kulturystyce, kategoria wagowa do 85 kg – II m-ce
- 2008: Mistrzostwa Rosji w kulturystyce, federacja PBS (ФБФР), kategoria wagowa do 80 kg – IV m-ce
- 2009: Mistrzostwa Kraju Krasnojarskiego w kulturystyce, kategoria wagowa do 80 kg – I m-ce
- 2009: Puchar Syberii w kulturystyce, federacja SFD (СФО), kategoria wagowa do 80 kg – I m-ce
- 2009: Puchar Syberii w kulturystyce, federacja SFD (СФО), kategoria ogólna – III m-ce
- 2009: Puchar Nowosybirska w kulturystyce, kategoria wagowa do 85 kg – II m-ce
- 2009: Mistrzostwa Nowosybirska w kulturystyce, kategoria wagowa do 85 kg – III m-ce
- 2009: Mistrzostwa Rosji w kulturystyce, federacja PBS (ФБФР), kategoria wagowa do 80 kg – VIII m-ce
- 2010: Zawody organizowane ku pamięci Andrieja Samoilenko, kategoria wagowa do 85 kg – III m-ce
- 2010: Zawody organizowane ku pamięci Andrieja Samoilenko, kategoria ogólna – IX m-ce
- 2010: Mistrzostwa Rosji w kulturystyce, federacja PBS (ФБФР), kategoria wagowa do 80 kg – VII m-ce
- 2011: Mistrzostwa Kraju Krasnojarskiego w kulturystyce, kategoria wagowa do 85 kg – I m-ce
- 2011: Puchar Syberii w kulturystyce, federacja SFD (СФО), kategoria wagowa do 80 kg – IV m-ce
- 2012: Puchar Syberii w kulturystyce, federacja SFD (СФО), kategoria wagowa do 90 kg – II m-ce
- 2012: Puchar Obwodu Omskiego w kulturystyce, kategoria ogólna – VIII m-ce
- 2012: Mistrzostwa Nowosybirska w kulturystyce, kategoria ogólna – II m-ce
- 2012: Puchar Rosji w kulturystyce, federacja PBS (ФБФР), kategoria wagowa do 80 kg – II m-ce
- 2012: Puchar Rubcowska w kulturystyce, kategoria ogólna – I m-ce
- 2012: Mistrzostwa Kraju Ałtajskiego w kulturystyce, kategoria ogólna – I m-ce
- 2012: Mistrzostwa Obwodu Omskiego w kulturystyce, organizowane ku pamięci Andrieja Samoilenko, kategoria ogólna – IV m-ce
- 2012: Mistrzostwa Rosji w kulturystyce, federacja PBS (ФБФР), kategoria wagowa do 80 kg – II m-ce
- 2012: Mistrzostwa Świata w kulturystyce, federacja IFBB, kategoria wagowa do 80 kg – X m-ce
- 2013: Puchar Szefa Administracji Rubcowska, kategoria ogólna – II m-ce
- 2013: Mistrzostwa Obwodu Omskiego w kulturystyce, organizowane ku pamięci Andrieja Samoilenko, kategoria ogólna – VI m-ce
- 2013: Mistrzostwa Kraju Krasnojarskiego w kulturystyce, kategoria wagowa powyżej 85 kg – I m-ce
- 2013: Mistrzostwa Kraju Krasnojarskiego w kulturystyce, kategoria ogólna – I m-ce
- 2013: Mistrzostwa Rosji w kulturystyce, federacja PBS (ФБФР), kategoria wagowa do 80 kg – I m-ce
- 2013: Mistrzostwa Rosji w kulturystyce, federacja PBS (ФБФР), kategoria ogólna – VI m-ce
- 2013: „Noc Mistrzów” (Ночь чемпионов), kategoria ogólna – I m-ce
- 2014: Puchar Rosji w kulturystyce, federacja PBS (ФБФР), kategoria wagowa do 80 kg – I m-ce
- 2014: Puchar Rosji w kulturystyce, federacja PBS (ФБФР), kategoria ogólna – VI m-ce
- 2014: Puchar Syberii w kulturystyce, federacja SFD (СФО), kategoria wagowa do 90 kg – I m-ce
- 2014: Puchar Syberii w kulturystyce, federacja SFD (СФО), kategoria ogólna – II m-ce
- 2014: Puchar Obwodu Omskiego w kulturystyce, kategoria ogólna – I m-ce
- 2014: Mistrzostwa Krasnojarska w kulturystyce, kategoria ogólna – I m-ce
- 2014: Mistrzostwa Europy w kulturystyce, federacja IFBB, kategoria wagowa do 75 kg – VI m-ce
- 2015: Puchar Rosji w kulturystyce, federacja PBS (ФБФР), kategoria wagowa do 80 kg – I m-ce
- 2015: Puchar Rosji w kulturystyce, federacja PBS (ФБФР), kategoria ogólna – VII m-ce
- 2015: Mistrzostwa Kraju Ałtajskiego w kulturystyce, kategoria ogólna – I m-ce
- 2015: Mistrzostwa Nowosybirska w kulturystyce – „Victory Cup” (Кубок Победы), kategoria ogólna – I m-ce
- 2015: Mistrzostwa Syberii w kulturystyce, federacja SFD (СФО), kategoria wagowa do 90 kg – III m-ce